# Sweeney!
Sweeney! és una pel·lícula britànica de drama criminal d'acció del 1977 i extensió de la sèrie de televisió d'ITV The Sweeney que es va emetre a ITV des de 1975 fins a 1978. La pel·lícula va funcionar prou bé a la taquilla i el 1978 es va estrenar una seqüela, Sweeney 2.

## Argument
L'inspector detectiu Jack Regan (John Thaw) i el sergent detectiu George Carter (Dennis Waterman) es veuen embolicats en un escàndol polític mortal. Un dels principals membres del govern britànic, Charles Baker (Ian Bannen), està a punt d'assegurar un gran acord amb l'OPEP (Organització dels Països Exportadors de Petroli), estabilitzant el mercat mundial del petroli i impulsant la posició de Gran Bretanya dins d'ella. Baker és una estrella en ascens al govern, considerat com un futur primer ministre, i està estretament controlat pel seu manipulador i urbanita secretari de premsa estatunidenc, Elliot McQueen (Barry Foster (actor)).
Aquella nit, Regan es veu obligat a beure alcohol i, completament intoxicat, condueix el seu cotxe a un mercat ple de gent. L'endemà, queda suspès del servei durant almenys dues setmanes.
Quan una prostituta (interpretada per Lynda Bellingham) mor en circumstàncies misterioses, Regan investiga com un favor a un dels seus informants. S'adona que Baker i McQueen hi podrien estar implicats. El segueixen una sèrie d'assassinats, cosa que fa que Regan assumeixi tant als criminals com la jerarquia del Servei de Policia Metropolitana i els serveis de seguretat britànics.
En última instància, tot i tenir un peu lesionat, Regan torna de la seva suspensió i es retroba amb DS Carter.
A Tilbury, East London, Regan i Carter es reuneixen al voltant d'un grup d'homes amb Elliot McQueen que ha de ser arrestat, però McQueen és assassinat a trets per un franctirador que marxa un taxi negre. DS Carter crida les últimes paraules: "No el van matar; tu ho vas fer!"

## Repartiment
- John Thaw com a inspector detectiu Jack Regan
- Dennis Waterman com el sergent detectiu George Carter
- Barry Foster com Elliot McQueen
- Ian Bannen com a diputat de Charles Baker
- Colin Welland com a Frank Chadwick
- Diane Keen com a Bianca Hamilton
- Michael Coles com a Johnson
- Joe Melia com a Ronnie Brent
- Brian Glover com a Mac
- Lynda Bellingham com a Janice Wyatt
- Morris Perry com a comandant de l'esquadró volador
- Michael Latimer com a P.P.S.
- Johnny Shannon com el sergent de servei de Scotland Yard.
- Nadim Sawalha com a president de la Conferència de productors de petroli

## Producció
Sweeney! va ser realitzada per Euston Films, que també va produir la sèrie de televisió.
Aquesta va ser la segona de tres pel·lícules basades en la sèrie de televisió. La primera, Regan, un telefilm de 80 minuts que es va emetre a ITV el juny de 1974, va ser el pilot del programa de televisió, llançant la primera sèrie arran del seu èxit.
Euston feia temps que planejava una versió cinematogràfica: aquesta pel·lícula formava part d'un programa de sis pel·lícules de 6 milions de lliures anunciat dos anys abans, el 1975, per Nat Cohen d'EMI Films.
El rodatge va ser relativament ràpid i econòmic, utilitzant el repartiment i l'equip de la sèrie.
La pel·lícula es va estrenar l'any 1977, després de la conclusió de la tercera temporada de la sèrie, com una sortida a la gran pantalla per guanyar diners de la que s'havia convertit en una sèrie extremadament popular. A la dècada de 1970 era habitual que els programes de televisió tinguessin estrenes cinematogràfiques, entre els quals es trobaven alguns dels èxits de taquilla més importants de la dècada. La majoria d'aquestes, però, havien estat comèdies: Sweeney! va ser un intent de convertir el que la revista de cinema Sight & Sound va descriure com una "aventura de pantalla plena d'acció comercialitzada a nivell internacional"."
Alguns personatges secundaris de la pel·lícula havien aparegut anteriorment a la sèrie de televisió. No obstant això, Garfield Morgan, que va interpretar al cap de Regan, Haskins, al programa de televisió (però que estaria en gran part absent de la sèrie final a la televisió l'any següent) no va aparèixer. Igual que amb la sèrie de televisió, una gran part del rodatge es va dur a terme en el lloc (com en totes les produccions d'Euston Films). La pel·lícula inclou una mica de nuesa i una gran quantitat de violència gràfica, cosa que havia estat impossible de fer per a una audiència de televisió, per tant, la pel·lícula es va estrenar al Regne Unit amb un certificat X (només per a majors de 18 anys).
La pel·lícula es fa ressò dels esdeveniments de l'afer Profumo que havia sacsejat la política britànica més d'una dècada abans, tot i que la pel·lícula té una premissa molt més violenta. També va incloure els principals temes internacionals de política energètica i ús del petroli.

## Recepció
La pel·lícula va ser elogiada per capturar l'esperit i l'ambientació de la sèrie de televisió original. Va tenir prou èxit per a una seqüela l'any següent, Sweeney 2, que va veure part de l'acció ambientada al Mediterrani.
En anunciar la seqüela, Barry Spikings d'EMI va dir que la primera pel·lícula "va tenir èxit, així que estem ajudant a cobrir la demanda fent-ne una altra".